# 伊夫伎資弼
伊夫伎 資弼（いぶき としすけ、1851年3月12日〈嘉永4年2月10日〉 - 1911年〈明治44年〉2月14日）は、明治時代の政治家、篤農家。衆議院議員（2期）。旧名は出雲。

## 経歴
近江国坂田郡伊吹村（滋賀県坂田郡伊吹町を経て、現米原市）で、伊吹神社社家・伊夫伎専右衛門の長男として生まれる。1871年（明治4年）10月に今の名前に改名する。国学を学んだのち神官となる。また、所得税調査委員、破産管財人、郡農会副会頭、県農会副会頭、県農工銀行取締役を務めた。
1889年（明治22年）6月に伊吹村会議員、同村長となった。1890年（明治23年）3月には、滋賀県会議員に阪田郡選挙区から立候補して当選した。1892年（明治25年）3月に県会議員に再選した。同年4月に伊吹村会議員、同村長を辞職した。県会議員は1898年（明治31年）9月、1899年（明治32年）9月にも当選した。
1903年（明治36年）3月の第8回衆議院議員総選挙では滋賀県郡部から憲政本党所属で出馬し当選し、次の第9回総選挙でも当選し衆議院議員を2期務めた。そのほか、坂田郡会議員、同参事会員を歴任した。
また、篤農家として郷里の水田開拓、耕地整理などに尽力し、大日本農会より褒章を授与された。

## 栄典
勲章等
- 1906年（明治39年）4月 - 勲四等旭日小綬章[11]